# Medaljon (arhitektura)
V arhitekturi in umetnostni obrti je medaljon okroglo ali ovalno uokvirjeno okrasno polje s slikami ali reliefi, ki se uporablja za okrasitev fasad, notranjih prostorov, spomenikov, grobov, pohištva, preprog, kozarcev ali opreme.
Materiali, uporabljeni za kiparske medaljone, so različni; najdemo na primer tiste iz kamna, brona, alabastra, terakote in marmorja. V renesansi so za oblikovanje pogosto uporabljali razpolovne portrete ali portretne reliefe ali doprsne kipe po antičnih vzorih.
To je tudi ime prizora, ki je vstavljen v večji vitraj.

## Galerija
- Rimski relief Jupitra, del niza dvanajstih bogov v medaljonih, ok. 300-310 n. št.
- Gotski relief na samostanu svete Marije Guadalupske, Španija, neznani arhitekt, neznan datum
- Renesančni medaljon na Hôtel du Vieux-Raisin, Toulouse, Francija, neznani arhitekt, ok. 1515–1528
- Baročna skulptura kerubinov, ki držijo medaljon z monogramom Ludvika XIV., neznani kipar, pozno 17. – zelo zgodnje 18. stoletje
- Rokokojski medaljon v luneti vrat Hôtel de Salm-Dyck, Pariz, neznani arhitekt, 1722
- Ludvik XVI. medaljon z girlandami na rokokojski plošči, Abbaye de Sturzelbronn, Sturzelbronn, Francija, neznani kipar, sredina 18. stoletja
- Neoklasični medaljon na grobu Geoffroya Saint-Hilaira, pokopališče Père Lachaise, Pariz, David d'Angers, 1844